# Adenanthos cygnorum
Adenanthos cygnorum, comúnmente conocido como lanudo común o simplemente lanudo, es un arbusto la familia Proteaceae . Es endémica de Australia Occidental.

## Descripción
Adenanthos cygnorum crece como un arbusto alto de hasta tres metros de altura. Tiene un follaje suave de color verde grisáceo o azul grisáceo, que consta de hojas pequeñas y vellosas muy compactas en tallos flexibles y vellosos.